# Draba cuatrecasana
Draba cuatrecasana là một loài thực vật có hoa trong họ Cải. Loài này được J.O.Rangel & Santana mô tả khoa học đầu tiên năm 1989.